# Fordham University
Fordham University (česky: Fordhamská univerzita) je americká soukromá univerzita z New York City. Byla založena v roce 1841 newyorskou římskokatolickou diecézí jako St. John's College. Univerzita má ve městě tři kampusy a studuje zde celkem 15 tisíc studentů. Univerzitní barvy jsou kaštanová a bílá a jejím maskotem je beran.

## Slavní absolventi
Mezi některé ze slavných absolventů Fordham University patří:
- Alan Alda
- David Copperfield
- Don DeLillo
- Betty Gilpin
- Robert Sean Leonard
- Denzel Washington